# Aleiodes ocellaris
Aleiodes ocellaris är en stekelart som först beskrevs av Szepligeti 1910.  Aleiodes ocellaris ingår i släktet Aleiodes och familjen bracksteklar. Inga underarter finns listade i Catalogue of Life.